# Ruhla
Ruhla is een gemeente in de Duitse deelstaat Thüringen, en maakt deel uit van de Wartburgkreis.
Ruhla telt 5.406 inwoners. De gemeente omvat naast de stad ook de dorpen Thal en Kittelsthal. Daarnaast verzorgt Ruhla, als  vervullende gemeente het bestuur van de gemeente Seebach.

## Cultuur en Voorwerpen van belang

### Gebouwen
Hoekkerk St. Concordia

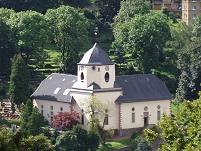
De hoekkerk

De kerk werd in 1660/61 gebouwd en is sedert de bouw onveranderd behouden gebleven.
Ze is een van de 5 zeldzame hoekkerken in Duitsland en behoort tot de twee zogenaamde echte hoekkerken.
Dat wil zeggen, ze werd van het begin af aan zo ontworpen en gebouwd, dit in tegenstelling tot de andere kerkgebouwen die pas door aanbouw en verbouwing tot hoekkerk werden.
Omdat Ruhla tijdens de wereldoorlogen buiten het krijgsgeweld gebleven is werd ook de St. Concordia kerk niet meegesleurd in het verderf. Daarmee is ze de enige kerk die vanaf de bouw onveranderd in de originele staat behouden gebleven is.

## Geboren
- Bärbel Löhnert (1942), atleet